# Bratislava (region)
Bratislava (slovakiska Bratislavský kraj) är en av Slovakiens åtta administrativa regioner, belägen i landets sydvästra del. Regionen som har en yta av 2 053 km² har en befolkning, som uppgår till 603 699 invånare (2005). Regionens huvudort är Slovakiens huvudstad Bratislava och den består av åtta distrikt (okresy).